# Et mærkeligt Kompagniskab
Et mærkeligt Kompagniskab er en amerikansk stumfilm fra 1917 af Travers Vale.

## Medvirkende
- Ethel Clayton som Vesta Wheatley.
- Edward Kimball som Dr. Jason Wheatley.
- John Bowers som Dick Mortimer.
- Rockliffe Fellowes som John Randolph.
- Arthur Ashley som Skinny Morgan.